# Yūta Watase
Yūta Watase (Sapporo, 8 agosto 1982) è un ex saltatore con gli sci giapponese.

## Biografia
In Coppa del Mondo ha esordito il 23 gennaio 1999 a Sapporo (24°) e ha ottenuto l'unico podio il 23 novembre 2012 a Lillehammer (2°).
In carriera ha partecipato a un'edizione dei Giochi olimpici invernali, Soči 2014 (21º nel trampolino normale), a una dei Campionati mondiali di sci nordico, Val di Fiemme 2013 (21° nel trampolino normale il miglior risultato), e a due dei Mondiali di volo (5° nella gara a squadre a Vikersund 2012 il miglior risultato).

## Palmarès

### Coppa del Mondo
- Miglior piazzamento in classifica generale: 33º nel 2009
- 1 podio (a squadre):
  - 1 secondo posto